# Episodi di Storm Hawks
Questa voce contiene la lista degli episodi della serie televisiva animata Storm Hawks.

## Stagione 1: 2007-2008
- Age of Heroes (Part 1)
- Age of Heroes (Part 2)
- Gale Force Winds
- The Code
- Tranquility Now
- Best Friends Forever
- The Black Gorge
- Absolute Power
- Velocity
- Fire and Ice
- King For a Day
- Terra Deep
- Storm Warning
- A Little Trouble
- Thunder Run
- Escape!
- Forbidden City
- Leviathan
- Infinnity
- Terra Neon
- The Storm Hawks Seven
- Talon Academy
- Siren's Song
- Calling All Domos
- The Lesson
- Dude, Where's My Condor?

## Stagione 2: 2008-2009
- The Masked Masher
- Atmos' Most Wanted
- Stratosphere
- The Last Stand
- Life with Lugey
- What Got Into Finn?
- Royal Twist
- Second Chances
- Radarr Love
- Scout's Honour
- Sky's End
- Five Days
- Energy Crisis
- Dark Waters
- Number One Fan
- A Colonel of Truth
- Shipwrecked
- Power Grab
- Movie Night
- Origins
- The Ultra Dudes
- A Wallop For All Season
- Payback
- The Key
- Cyclonia Rising Part 1
- Cyclonia Rising Part 2